# Resultados do Carnaval de Campo Grande em 2020
Esta lista é dos Resultados do Carnaval de Campo Grande em 2009.
A escola Deixa Falar foi campeã pela segunda vez. A Igrejinha, uma das favoritas ao título, foi penalizada por atraso no horário de seu desfile, e acabou em último lugar.

## Escolas de samba
| Grupo Especial | Grupo Especial                | Grupo Especial | Grupo Especial |
| Colocação      | Escola                        | Pontos         | Ref.           |
| -------------- | ----------------------------- | -------------- | -------------- |
| !1º            | Deixa Falar                   | 178,8          | [ 1 ]          |
| 2º             | Unidos da Vila Carvalho       | 178,4 pontos   | [ 1 ]          |
| 3º             | Catedráticos do Samba         | 176,5          | [ 1 ]          |
| 4º             | Unidos do Cruzeiro            | 175,2          | [ 1 ]          |
| 5º             | Cinderela Tradição José Abrão | 174,5          | [ 1 ]          |
| 6º             | Unidos do Aero Rancho         | 172,7          | [ 1 ]          |
| 7º             | Igrejinha                     | 136,4 pontos   | [ 1 ]          |